# ورنك
الوَرْنك (الاسم العلمي: Raja) (بالإنجليزية: Skates)‏ هو جنس من الأسماك يتبع الفصيلة الورنكية من رتبة ورنكيات الشكل.

## أنواع الورنك
- ورنك إستوائي
- ورنك متوسطي
- ورنك أفريقي
- ورنك باهامي
- ورنك تكساني
- ورنك جميل
- ورنك صيني
- ورنك عرموشي
- ورنك متموج
- ورنك نبوتي
- ورنك نجمي